# Ramenki (metropolitana di Mosca)
Ramenki (in russo Раменки?) è una stazione della metropolitana di Mosca situata sulla Linea Kalininskaja-Solncevskaja, inaugurata il 16 marzo 2017.